# Kernölamazonen

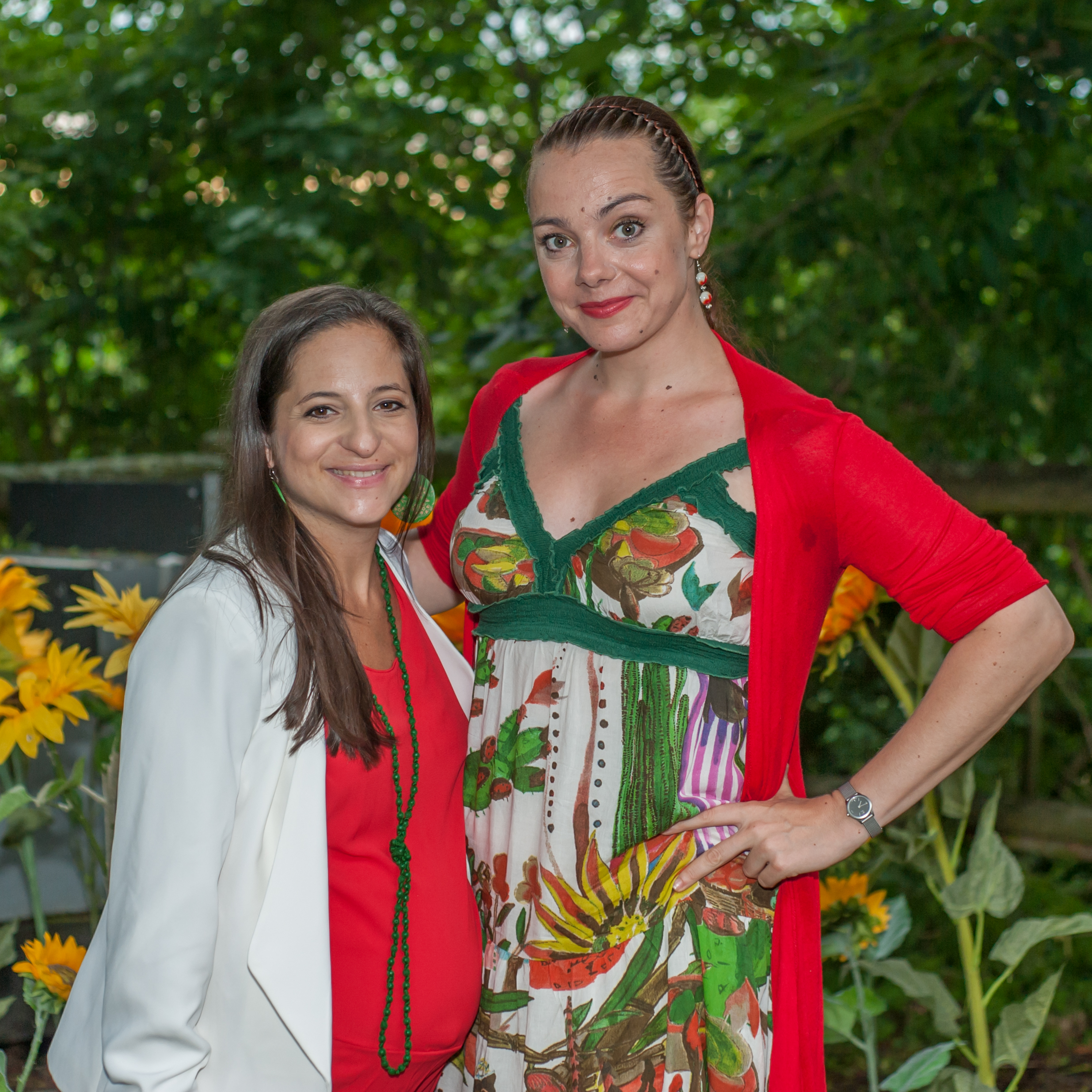
Die Kernölamazonen (Caroline Athanasiadis und Gudrun Nikodem-Eichenhardt) 2016

Die Kernölamazonen sind ein österreichisches Kabarett-Duo aus Wien.

## Geschichte
Im Juni 2004 wurden die Kernölamazonen von Gudrun Nikodem-Eichenhardt, Ehrentraud Lebenbauer und der Autorin Michaela Riedl-Schlosser gegründet. Auf das erste abendfüllende Bühnenprogramm „LiederLiebesAbend“ folgte im Jahr 2005 ein Theaterstück für Kinder mit dem Titel „Als die Sonnenblume und der Kürbis ihre Freundschaftskerne tauschten“. Dieser Titel wurde später umbenannt in „Kerni Kürbis Abenteuer“.
In der Neubesetzung ab Mai 2007 mit Caroline Athanasiadis und Gudrun Nikodem-Eichenhardt, die gemeinsam das Studium „Musikalisches Unterhaltungstheater“ am Konservatorium Wien absolviert hatten, entstand eine Reihe von Kabarettprogrammen wie „Liederliebesreisen“ (2007) und „Jagdlust“ (2010), mit der das Duo seitdem durch Österreich tourt, seit 2011 verstärkt auch durch Deutschland und die Schweiz.
Im Fernsehen waren die Kernölamazonen in Kabarett- und Comedysendungen wie „Ladies Night“ (WDR), „Vereinsheim Schwabing“ (BR) und im ORF im Rahmen der dritten Staffel der „Hyundai Kabarett-Tage“ sowie der zweiten Staffel von „Kabarett im Turm“ zu sehen. Gemeinsam auf der Bühne standen die beiden mit Künstlern wie Bülent Ceylan, Sascha Grammel, Viktor Gernot, Christoph Fälbl, Ingolf Lück, Maddin und Oliver Pocher.
Das sechste Kabarettprogramm „StadtLand“ hatte am 6. Oktober 2015 Premiere im Orpheum Wien.
Im Mai 2009 übernahmen die Kernölamazonen für ein Jahr das Amt der offiziellen Botschafterinnen für MOMO, Wiens mobiles Kinderhospiz, und folgten auf Schauspielerin Kristina Sprenger.

## Auszeichnungen
Nach zwei zweiten Plätzen bei den Kabarettwettbewerben „Klagenfurter Herkules“ (2010) und „Hirschwanger Wuchtel“ (2011) gewannen die Kernölamazonen im Sommer 2012 den Wettbewerb um das „Kabarett-Talent 2012“ beim Wiener Kabarettfestival im Arkadenhof des Wiener Rathauses. 2016 wurden sie mit dem Josef-Krainer-Heimatpreis ausgezeichnet. 2020 erhielten sie beim Stuttgarter Besen den Gerhard-Woyda-Publikumspreis.

## Bühnenprogramme
- 2005: LiederLiebesAbend
- 2005: Kerni Kürbis Abenteuer
- 2007: Liederliebesreisen
- 2009: Kugel & Keks
- 2010: Jagdlust
- 2011: Schweinehund am Spieß
- 2011: Liederliebesreisen:Reloaded
- 2012: SOKO Kürbis. Dem Täter auf der Ölspur
- 2013: Best Of
- 2013: HEPPI-PEPPI. Das Konzert
- 2015: StadtLand
- 2018: Was Wäre Wenn
- 2021: Sexbomb forever